# Бледзевко
Бледзевко (пол. Bledzewko) — село в Польщі, у гміні Серпць Серпецького повіту Мазовецького воєводства.
Населення — 63 особи (2011).
У 1975-1998 роках село належало до Плоцького воєводства.

## Демографія
Демографічна структура станом на 31 березня 2011 року:
|          | Загалом | Допрацездатний вік | Працездатний вік | Постпрацездатний вік |
| -------- | ------- | ------------------ | ---------------- | -------------------- |
| Чоловіки | 27      | 4                  | 17               | 6                    |
| Жінки    | 36      | 10                 | 15               | 11                   |
| Разом    | 63      | 14                 | 32               | 17                   |